# П'єр-Луї Женґене
П'єр-Луї Женґене (фр. Pierre-Louis Ginguené; 25 квітня 1748, Ренн — 16 листопада 1816, Париж) — французький поет і критик.
Популярність йому принесла поема La Confession de Zulmé. Як музичний критик, Женґене стояв на боці глюкістів. Писав у журналі «La feuille villageoise», який поставив собі за мету поширення в народі правильних понять про принципи і прагнення французької революції. Під час терору Женґене був арештований, але термідоріанський переворот повернув йому свободу.
Женґене був також масоном, і входив до масонської ложі «Дев'ять Сестер».
Бувши обраним членом виконавчої комісії з народної освіти, багато попрацював над перетворенням народних шкіл. Читав у Парижі курс італійської літератури.

## Праці Женґене
Його найважливішою працею вважається: «Літературна історія Італії» (Histoire littéraire d'Italie, Париж, 1811—1824), складена здебільшого з твору Тирабоскі «Історія італійської літератури» (Storia della letteratura italiana). Останні два томи цього твору частково написані італійським письменником Франческо Сальфі.

### Женґене написав
- «La satire des satires» (1778);
- «Léopold» (поема, 1787);
- «Eloge de Louis XI» (1788);
- «De l'autorité de Rabelais dans la révolution présente» (1791);
- «Notice sur la vie et les ouvrages de Piccini» (1802);
- «Fables nouvelles» (1810)

### Видав
- «Oeuvres de Chamfort» (1795)
- «Lebrun» (1811).